# Hogereburgerschool

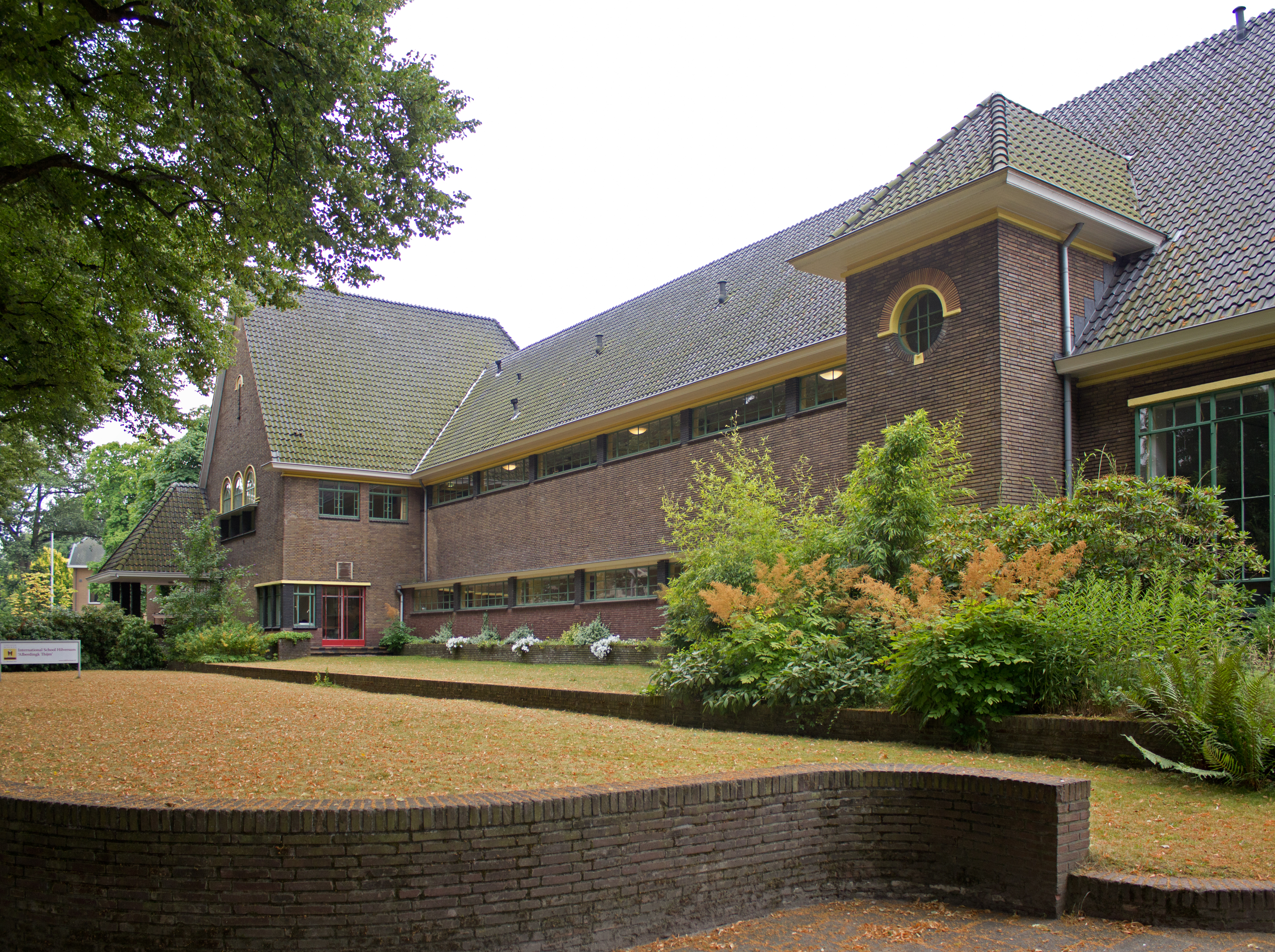
Voormalige RK HBS Hilversum

De hogereburgerschool (ook: hogere-burgerschool, vaker: hogere burgerschool; destijds altijd afgekort tot H.B.S. of HBS, thans ook als hbs) was een Nederlandse onderwijsvorm voor voortgezet middelbaar onderwijs.
Met de invoering van de Mammoetwet in 1968 werd de hbs opgevolgd door enerzijds de vijfjarige havo en anderzijds het zesjarige vwo (met daarin, als meer directe opvolger van de hbs, het zesjarige atheneum, naast het vanouds bestaande gymnasium). De laatste eindexamens voor de hbs werden in 1974 afgenomen (voor de zogenaamde "bezemklas" van de zesjarige hbs).

## Naam
De term burgerschool ontstond op grond van een wet van 1863 en had oorspronkelijk tweeërlei toepassing:
1. a) tweejarige (burger)dagschool; in beperkt aantal in stand gehouden tot 1904 
    b) (burger)avondschool: geleidelijk opgegaan in de avond(ambachts)school
2. Als afkorting van hogereburgerschool (vroeger 'Hoogere Burgerschool' gespeld).
Alleen de tweede toepassing is lang in gebruik gebleven. Er was geen lagere of middelbare burgerschool. Wel kwam er al spoedig ook een middelbare meisjesschool, qua doelstelling enigszins vergelijkbaar met de huidige havo.
Er bestond een parallellie in naam en in functie met de iets later, in 1868, opgerichte Hogere Krijgsschool (vroeger 'Hoogere Krijgsschool' gespeld, afgekort tot HKS), aanvankelijk gevestigd in Haarlem, later in Den Haag. Deze werd opgericht door het Ministerie van Oorlog, met als doel om officieren op te leiden voor de hogere functies in de staf van de landmacht. De oorspronkelijke naam was "School tot voorlopige opleiding van stafofficieren", een voorloper van de sedert 1875 geheten "Krijgsschool voor officieren" in Breda. Zoals de HBS opleidde voor hogere functies in de burgermaatschappij moest de HKS opleiden voor hogere functies in het leger. Ook was er nog de Hogere Marine Krijgsschool.

## Geschiedenis
De Hogere Burgerschool werd ingevoerd bij de Wet op het middelbaar onderwijs uit 1863 van Johan Rudolph Thorbecke. Deze nieuwe  opleiding was bestemd voor dat deel van de burgerij dat geen wetenschappelijke opleiding wenste, maar een brede algemene ontwikkeling en maatschappelijk nuttige kennis. Jongelieden uit de gezeten burgerij konden daarmee worden voorbereid op 'hogere' functies in  handel en industrie. Deze praktische vakken betroffen boekhouden, handelskennis, moderne talen, alsmede wis-, natuur- en scheikunde.
De HBS moest oorspronkelijk drie jaar duren en was tevens bedoeld als onderbouw van een aantal landbouwscholen. Op enkele plaatsen in het land moest een vijfjarige variant komen ter voorbereiding op de te stichten Polytechnische School te Delft.
In 1864 stichtte het rijk de eerste vijftien Rijks Hogere Burgerscholen, diverse gemeenten volgden dit voorbeeld. De eerste Rijks-HBS'en (RHBS) kwamen achtereenvolgens in Groningen, in Roermond en in Tilburg (alle in 1864). De Eerste Gemeentelijke Hogere Burgerschool met vijfjarige cursus kwam in Den Haag in 1865.
In de praktijk ontstonden twee soorten, namelijk de driejarige en de vijfjarige hbs. Ook is er enige tijd een zesjarige cursus geweest met eenzelfde programma als de vijfjarige. Bij alle lag de nadruk op het onderwijs in wiskunde, exacte vakken en moderne talen. Terwijl de bestaande middelbare scholen, de gymnasia, vooral in de grote steden stonden en door de gemeenten onderhouden werden, stichtte het Rijk in kleinere plaatsen hbs'en, bijvoorbeeld in Ter Apel en Zierikzee. Anders dan verwacht werd vooral de vijfjarige hbs een succes, de driejarige hbs werd grotendeels verdrongen door de mulo, waar in vier jaar dezelfde stof onderwezen werd. Bovendien gaf het overgangsbewijs naar de vierde klas van de vijfjarige hbs dezelfde rechten als het eindexamen driejarige.
Binnen rooms-katholieke en gereformeerde milieus was het hbs 5 j.c.-type weinig populair gezien het openbare karakter van de scholen alsmede vanwege het intellectualistische en naturalistische leerplan. Het ontbreken van klassieke talen ten gunste van de realia ('zaakvakken') zou de scholen minder geschikt maken voor "de vorming van een levensbeschouwing die zich boven de utilistische weet te verheffen". Onderliggend leefde bij  beide confessionele groeperingen de angst, dat een puur cognitieve vorming bij kinderen uit onbekende milieus een kritische houding jegens het geloof kon opleveren. Eerst vanaf 1895 werden  HBS'en gesticht met het geloof als grondslag.
Het onderwijs aan de hbs werd meestal gegeven door academisch gevormde en vaak gepromoveerde leraren. Zij ontbeerden echter lange tijd iedere didactische scholing.
Meisjes werden pas vanaf 1871 tot de hbs toegelaten en hadden hiervoor toestemming van de minister nodig. Vanaf 1906 was de toelating vrij.
Vanaf 1909 werden veel hbs'en opgenomen in lycea, waardoor de keuze tussen hbs en gymnasium een of twee jaar kon worden uitgesteld. In verband hiermee konden lycea vooral bij een tweejarige brugperiode een zesjarige HBS-opleiding aanbieden. De lycea waren overigens tientallen jaren lang niet wettelijk geregeld. 
In 1917 werd de vijfjarige hbs als voorbereidingsschool voor de exacte universitaire richtingen officieel erkend. 
In 1924 werd de bestaande hbs omgedoopt in hbs-b met een sterke wis- en natuurkundige component en werd als opvolger van de Handelsschool de literair-economische hbs-a ingevoerd, waar de nadruk op economische vakken en moderne talen lag. De splitsing vond plaats na het derde jaar. In 1937 verwierf ook de hbs-a studierechten voor de universiteit.

## Toelatingsexamen
Leerlingen van de zesde klas van de lagere school moesten een toelatingsexamen doen om tot hbs, gymnasium of lyceum te worden toegelaten. Iedere middelbare school had zijn eigen toelatingsexamen; soms werd het toelatingsexamen gezamenlijk georganiseerd door alle middelbare scholen in een bepaalde plaats. Na de Eerste Wereldoorlog schafte minister de Visser voor de hbs de toelatingsexamens af. Toen in het veld alom werd geklaagd dat de hbs werd overstroomd door leerlingen met een mindere begaafdheid, voerde minister Waszink ze tien jaar later weer in. Dat stuitte de toevloed van leerlingen overigens niet. In het tijdvak zonder toelatingsexamens groeide het aantal leerlingen op hbs-en van 23454 naar 32086 (met 36 procent). Tien jaar later waren het er ondanks de opnieuw ingevoerde toelatingsexamens 47588 (48 procent meer).

## Eindexamen
De eerste eindexamens hbs werden afgenomen in 1866. Er waren 38 deelnemers, waarvan 15 niet op een reguliere hbs hadden gezeten. Er slaagden 23 kandidaten. De eindexamens waren per provincie georganiseerd. Een commissie benoemd door de commissaris van de Koning(in) nam de examens af. In de commissie zaten schooldirecteuren en leraren uit de betreffende provincie. Zij stelden het schriftelijk examen op en regelden het aanvullende mondeling.
Als rechtgeaard liberaal had Thorbecke maar weinig regels vastgelegd. Toen aan het diploma rechten verbonden werden, kwamen er snel meer gedetailleerde voorschriften. Op de scholen groeide een echte examencultuur.
Omstreeks 1910 kwam er een landelijk schriftelijk eindexamen. In 1920 stopten de provinciale commissies met de mondelinge examens. Die werden voortaan afgenomen door deskundigen (zogeheten gecommitteerden) benoemd door de Minister van Onderwijs.

## Verder studeren
Een hbs-diploma gaf aanvankelijk slechts toegang tot de polytechnische hogeschool, de huidige Technische Universiteit Delft, de Rijks hogere land- tuin- en bosbouwschool, de huidige Wageningen Universiteit en Researchcentrum, die pas in 1905, respectievelijk 1918 tot het hoger onderwijs gerekend werden. Een andere mogelijkheid tot verdere studie waren de in 1913 opgerichte Nederlandse Handelshogeschool (de huidige Erasmus Universiteit Rotterdam) en de in 1927 opgerichte Roomsch Katholieke Handelshoogeschool (de huidige Universiteit van Tilburg). Meisjes konden ook doorstromen naar de vormingsklas, een eenjarige opleiding verbonden aan de huishoudscholen, hoewel ze daarvoor eigenlijk een te hoog niveau hadden. De vormingsklas gaf voor die meisjes toelating tot de leraressenopleiding, bijvoorbeeld in de naaldvakken.
In de faculteit van de geneeskunde kon men met het hbs-diploma alle examens tot en met het artsexamen afleggen. Voor een wetenschappelijke promotie tot doctor in de geneeskunde was echter tot 1918 een gymnasiumdiploma nodig. Veel Nederlandse artsen promoveerden daarom in het buitenland. Ook legden veel hbs'ers tijdens hun studie het staatsexamen gymnasium af, dat wel volledige toegang tot de universiteit gaf. Vanaf 1918 werden studenten met een diploma hbs (vanaf 1924: met een diploma hbs-b) ook toegelaten tot de faculteit van de wis- en natuurkunde.
Dat een dusdanig zware opleiding slechts een zo beperkte toegang tot de universiteit gaf, moge ons vreemd voorkomen. Thorbecke echter had gemeend dat de hogere burgers meer dan tevreden zouden zijn met de hbs als eindonderwijs voor hun kinderen. Wetenschappelijk onderwijs ambieerden zij toch niet. Toen de hbs wel een voorbereiding op de universiteit werd, ging de doelstelling van de hbs als eindonderwijs botsen met de doelstelling van de hbs als voorbereidend wetenschappelijk onderwijs.
Het diploma hbs-a gaf aanvankelijk alleen toegang tot de studie in de economie. Omstreeks 1950 gaven de diploma's hbs-a en hbs-b het recht te promoveren in de volgende vakken (en dus ook om die vakken te studeren): economische wetenschappen, Indisch Recht, sociale aardrijkskunde, vrije studierichting aardrijkskunde en politiek-sociale wetenschappen. Voor hbs-b kwamen daarnaast alle vakken op de toenmalige technische hogescholen (later Technische Universiteit genoemd, aanvankelijk nog alleen in Delft, later ook Eindhoven en Twente) nog bij de vakken: natuurkundige aardrijkskunde, wiskunde, natuurwetenschappen, geneeskunde, tandheelkunde, veeartsenijkunde en psychologie. Tot de invoering van de Mammoetwet bleef de studie in de theologie, de rechten en de letteren voorbehouden aan gymnasiasten. Als men rechten of notariaat wilde studeren na de HBS moest men aanvullende tentamens Latijn en Grieks, later alleen Latijn, doen. Wie letteren of theologie koos moest een staatsexamen gymnasium doen.

## Meisjes-hbs

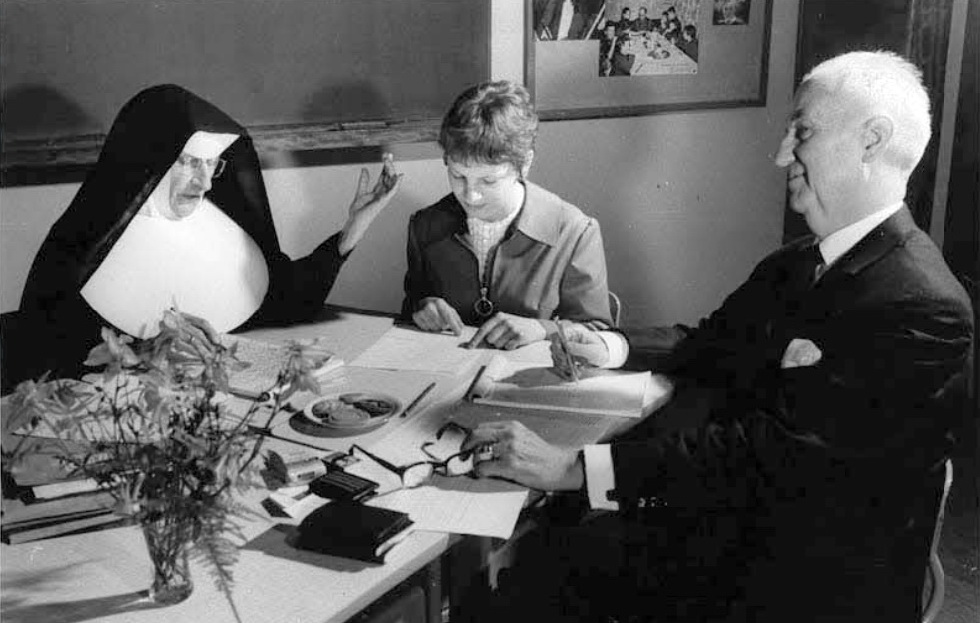
Mondeling eindexamen aan het Jeanne d'Arclyceum in Maastricht (1960), in die tijd gerund door zusters ursulinen. Rechts de toezichthoudende rijksgecommitteerde

Nadat in 1906 meisjes algemeen toegelaten waren, werden in grote steden ook aparte meisjes-hbs'en met zesjarige cursus gesticht, vaak in samenhang met een middelbare meisjesschool. In 1946 schreef Philip Kohnstamm: "Vooral in de hogere klassen stelt het tempo van het onderwijs eisen aan de meisjes, die boven een heilzame krachtsinspanning uitgaan". Met deze verzuchting lijkt tot de invoering van de Mammoetwet niets gedaan te zijn.
In de jaren 1960 liep het aantal inschrijvingen voor categorale jongens- of meisjesscholen geleidelijk terug. Na de invoering van de Mammoetwet mochten scholen geen onderscheid meer maken naar de sekse van de leerlingen.

## Nobelprijzen
Meer dan op het traditionele gymnasium lag in de hbs de nadruk op de exacte vakken. De hbs bleek dan ook een kweekvijver voor toekomstige Nobelprijswinnaars. Tussen 1901, toen de eerste Nobelprijs werd uitgereikt, en het begin van de Eerste Wereldoorlog (1914), wisten Nederlandse natuurwetenschappers de ene na de andere Nobelprijs in de wacht te slepen. Men sprak wel van een 'Tweede Gouden Eeuw'. Van de vijf Nederlandse Nobelprijswinnaars in die periode waren Van 't Hoff, Lorentz, Zeeman en Kamerlingh Onnes oud-hbs'ers, terwijl Van der Waals een tijdlang leraar was aan dit schooltype. Ook latere Nederlandse Nobelprijswinnaars hadden vaak een hbs-achtergrond, te weten: Einthoven, Zernike, Debye, Jan Tinbergen, Niko Tinbergen, Crutzen, Veltman en Feringa.

## De H.B.S. in voormaligNederlands-Indië

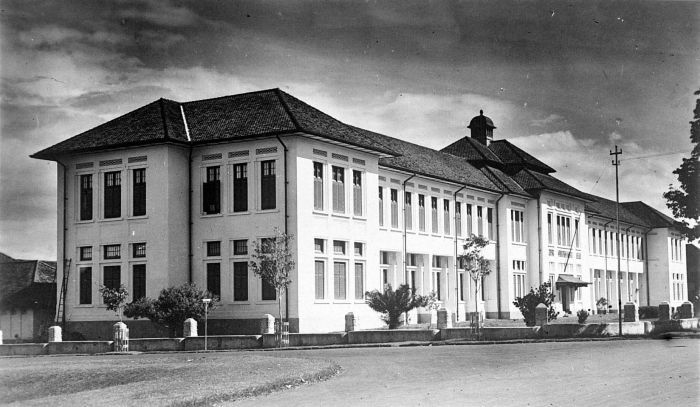
De H.B.S. in Bandoeng (Java)
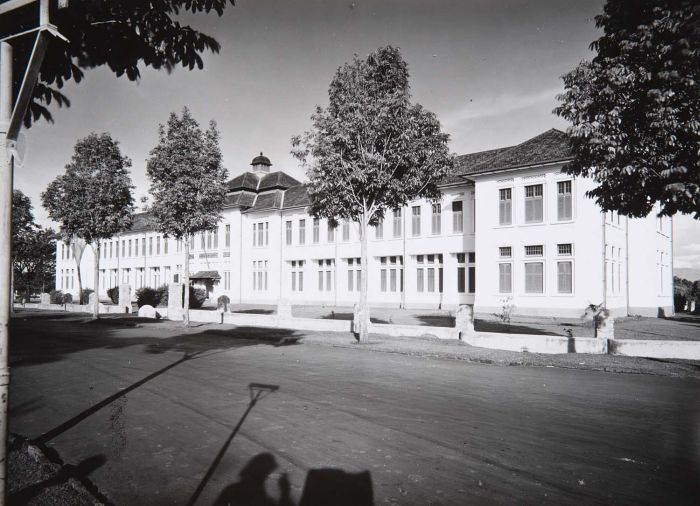
H.B.S. Bandoeng - 1920-1932
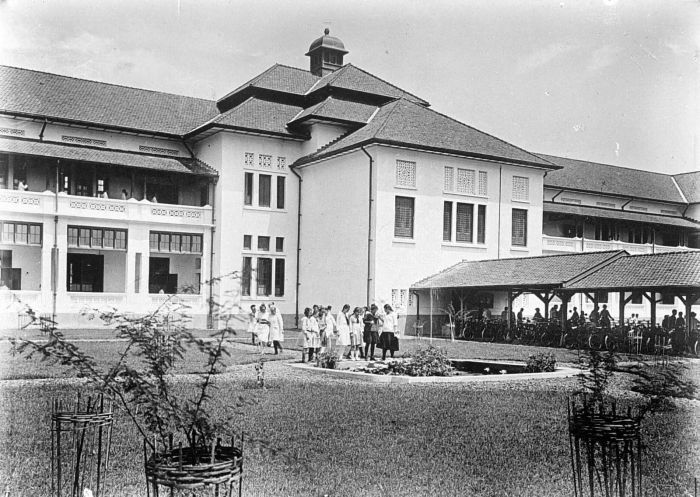
De meisjesspeelplaats van de H.B.S. Bandoeng
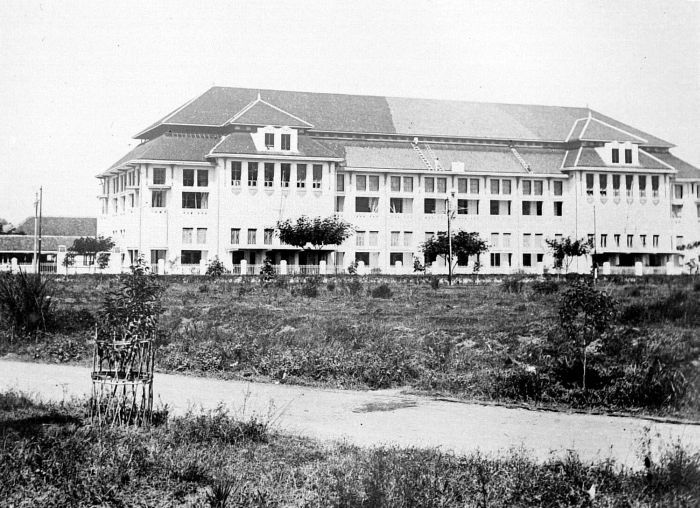
Driejarige H.B.S. in Soerabaja (Oost-Java)
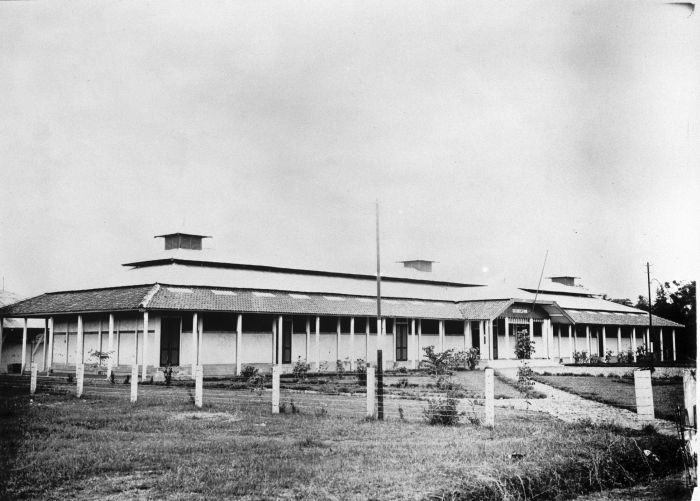
De H.B.S. in Malang (Oost-Java)